# Guerra contra as drogas

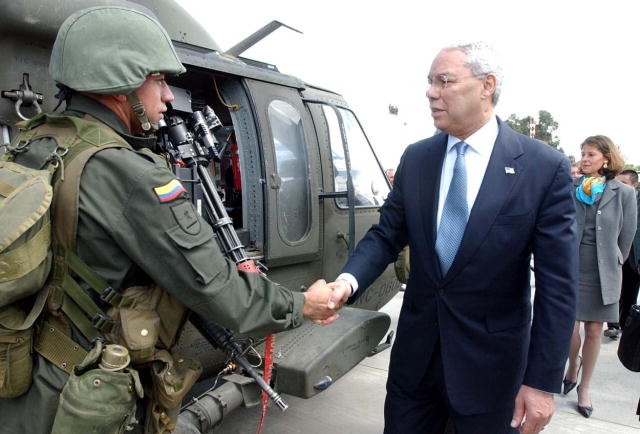
Como parte da "Guerra às Drogas", os Estados Unidos forneceram centenas de milhões de dólares por ano em ajuda militar para a Colômbia, usada para combater grupos guerrilheiros que estão envolvidos com o narcotráfico, como as FARC.

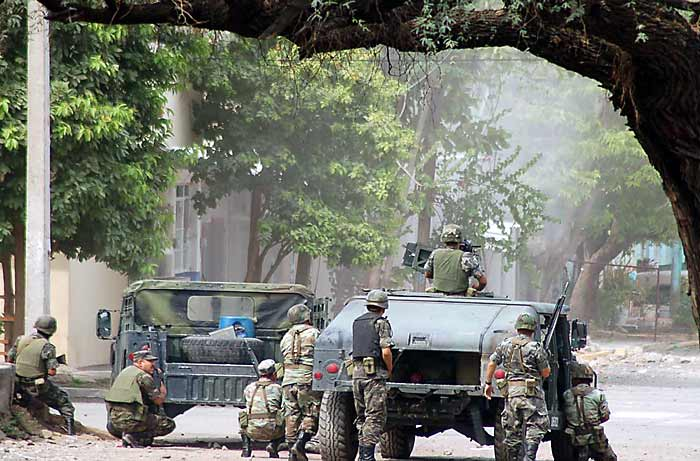
Soldados do Exército mexicano confrontando integrantes de cartéis de drogas em Michoacán, México, agosto de 2007.

Guerra às drogas é um termo comumente aplicado a uma campanha, liderada pelos Estados Unidos, de proibição de drogas, ajuda militar e intervenção militar, com o intuito de definir e reduzir o comércio ilegal de drogas. Esta iniciativa inclui um conjunto de políticas de narcóticos que são destinadas a desencorajar a produção, distribuição e o consumo do que os governos participantes e as Nações Unidas definem como drogas psicoativas ilegais. O termo foi popularizado pela mídia logo após a conferência de imprensa dada em 18 de junho de 1971 pelo então presidente dos Estados Unidos, Richard Nixon, durante a qual ele declarou que o abuso do uso de drogas ilegais era o "inimigo público número um". No dia anterior, Nixon publicou uma mensagem especial ao Congresso sobre "Prevenção e Controle do Abuso de Drogas". Essa mensagem para o Congresso incluiu um texto sobre gastar mais recursos federais para a "prevenção de novos viciados e a reabilitação daqueles que são viciados", mas essa parte não recebeu a mesma atenção do público quanto o termo "guerra às drogas". A organização sem fins lucrativos Drug Policy Alliance estima que apenas os Estados Unidos gastam cerca de 51 bilhões de dólares anualmente na guerra contra as drogas.
Em 13 de maio de 2009, Gil Kerlikowske, o atual diretor do Office of National Drug Control Policy (ONDCP), disse que a administração Obama não pretende modificar sensivelmente a política de combate às drogas, mas também que o governo não usaria o termo "Guerra às Drogas", porque Kerlikowske considera o termo "contraproducente". A visão do ONDCP é de que "a dependência química é uma doença que pode ser prevenida e tratada com sucesso ... deixar as drogas mais disponíveis irá tornar mais difícil manter nossas comunidades saudáveis e seguras." Uma das alternativas que Kerlikowske tem mostrado é a política de drogas da Suécia, que visa equilibrar as preocupações de saúde pública com a oposição a legalização das drogas. As taxas de prevalência de uso de cocaína na Suécia são quase um quinto das da Espanha, o maior consumidor da droga.
Em junho de 2011, a autonomeada "Global Commission on Drug Policy" divulgou um relatório crítico sobre a guerra às drogas, ao declarar: "A guerra global contra as drogas fracassou, com consequências devastadoras para indivíduos e sociedades ao redor do mundo. Cinquenta anos após o início da Convenção Única das Nações Unidas sobre Entorpecentes e anos depois que o presidente Nixon lançou a guerra do governo dos Estados Unidos contra as drogas, reformas fundamentais nas políticas nacionais e globais de controle das drogas ainda são urgentemente necessárias." O relatório foi criticado por organizações que se opõem a legalização geral de drogas.

## Extradições de narcotraficantes para os Estados Unidos

### El Chapo
Entre 2014 e 2015, o narcotraficante mais procurado do mundo Joaquín Guzmán "El Chapo", cumpriu pena em um presídio de segurança máxima em Almoloya de Juárez. Quando foi preso novamente em 2016, foi transferido para uma prisão perto da Ciudad Juárez, cidade que faz fronteira com o Texas e considerada uma das mais violentas do mundo. Em 19 de janeiro de 2017 foi extraditado para uma prisão de segurança máxima em Nova York, Estados Unidos.

### El Chapito
Em 5 de janeiro de 2023, o narotraficante mexicano Ovidio Guzman Lopez, "El Chapito", filho do El Chapo foi preso, e em 15 de setembro do mesmo ano extraditado para os Estados Unidos. Em julho de 2025, declarou-se culpado de quatro acusações criminais relacionadas ao tráfico internacional de drogas.

### El Pollo
No dia 20 de outubro de 2021, a Suprema Corte da Espanha concordou com a extradição do narcotraficante venezuelano Hugo Carvajal "El Pollo". Em 2023, Carvajal foi extraditado da Espanha para os Estados Unidos, após mais de dez anos de esforços do Departamento de Justiça dos Estados Unidos para trazê-lo para solo americano.

### Fito
Em 20 de julho de 2025, o governo do Equador extraditou o equatoriano José Macías Villamar, "Fito" para os Estados Unidos. Uma aeronave do Departamento de Justiça norte-americano decolou de Guayaquil com destino a Nova York.